# Melwin Beckman
Melwin Beckman  (ur. 5 sierpnia 2000 w Kungsbacce) – polski piłkarz ręczny pochodzenia szwedzkiego występujący na pozycji lewego rozgrywającego.
W seniorskiej reprezentacji Polski zadebiutował 4 listopada 2021 w Malmö w przegranym 24:31 meczu ze Szwecją, w którym zdobył cztery bramki.